# Исагирре, Хуниор
Ху́ниор Густа́во Исаги́рре Пуэ́рто (исп. Júnior Gustavo Izaguirre Puerto; 12 августа 1979, Тегусигальпа, Гондурас) — гондурасский футболист, защитник известный по выступлениям за клуб «Мотагуа» и сборную Гондураса. Участник Олимпийских игр 2000 года в Сиднее.

## Клубная карьера
Исагирре начал карьеру в клубе «Мотагуа». В 1999 году он дебютировал в чемпионате Гондураса. В том же году он стал чемпионом, хотя был запасным футболистом. В финале Апертуры 2001 года против «Марафона» Хуниор стал героем встречи сделав хет-трик и добыв второе подряд чемпионство. В 2005 году Исагирре перешёл в уругвайский «Пеньяроль», но получив в первом же матче травму, остался вне игры на год. В 2006 году он вернулся в Гондурас, где подписал контракт с «Марафоном». По окончании сезона Хуниор покинул клуб и перешёл в «Викторию», за которую выступал три сезона. В 2011 году Хуниор вернулся в родной «Мотагуа».

## Международная карьера
В 2000 году Исагирре принял участие в Олимпийских играх в Сиднее. 30 мая того же года в товарищеском матче против сборной Канады он дебютировал за сборную Гондураса. В 2001 году Хуниор принял участие в Кубке Америки. На турнире он сыграл в поединках против сборных Уругвая и Бразилии. В поединке против Уругвая он забил свой дебютный гол за национальную команду.
В 2005 году Исагирре сыграл за сборную на Золотом кубке КОНКАКАФ. Он появился на поле во встречах против сборных Тринидада и Тобаго, Колумбии, Панамы и Коста-Рики.

### Голы за сборную Гондураса
| #   | Дата           | Место                                         | Противник | Счёт | Результат | Соревнование       |
| --- | -------------- | --------------------------------------------- | --------- | ---- | --------- | ------------------ |
| 01. | 29 июля 2001   | Эль Кампин, Богота, Колумбия                  | Уругвай   | 2:1  | 2:2       | Кубок Америки 2001 |
| 01. | 3 августа 2004 | Кускатлан (стадион), Сан-Сальвадор, Сальвадор | Сальвадор | 1:0  | 4:0       | Товарищеский матч  |

## Достижения
Командные
 «Мотагуа»
- Чемпионат Гондураса по футболу — Клаусура 1999/2000
- Чемпионат Гондураса по футболу — Апертура 2001/2002

Международные
 Гондурас
- Кубок Америки по футболу — 2001